# Halowe Mistrzostwa Świata w Lekkoatletyce 1991 – trójskok kobiet
Trójskok kobiet – jedna z konkurencji rozgrywanych podczas halowych mistrzostw świata w lekkoatletyce w 1991, zmagania w niej odbyły się 9 marca. Były to zawody o nieoficjalnym, demonstracyjnym charakterze.
Do konkursu zgłoszonych zostało 11 zawodniczek z 10 państw. Najlepszy wynik w konkursie uzyskała reprezentantka ZSRR Inesa Kraweć. Drugą pozycję zajęła zawodniczka z Chin Li Huirong, trzecią zaś reprezentująca Bułgarię Sofija Bożanowa.

## Wyniki
Źródło: 
| Miejsce | Zawodniczka         | Państwo           | Podejście | Podejście | Podejście | Podejście | Podejście | Podejście | Wynik | Uwagi |
| Miejsce | Zawodniczka         | Państwo           | #1        | #2        | #3        | #4        | #5        | #6        | Wynik | Uwagi |
| ------- | ------------------- | ----------------- | --------- | --------- | --------- | --------- | --------- | --------- | ----- | ----- |
| 1.      | Inesa Kraweć        | ZSRR              | 14,30     | 14,39     | 14,44     | X         | 14,23     | 14,27     | 14,44 | WR    |
| 2.      | Li Huirong          | Chiny             | 13,83     | X         | X         | X         | 13,98     | 13,95     | 13,98 |       |
| 3.      | Sofija Bożanowa     | Bułgaria          | 13,45     | X         | 13,62     | X         | 13,35     | X         | 13,62 | NR    |
| 4.      | Tamara Malešev      | Jugosławia        | 13,27     | 13,35     | 13,19     | 13,27     | 13,19     | 13,30     | 13,35 |       |
| 5.      | Ana Isabel Oliveira | Portugalia        | X         | 13,10     | X         | 12,87     | X         | 13,22     | 13,22 |       |
| 6.      | Octavia Iacob       | Rumunia           | 12,95     | 12,72     | 13,08     | X         | 12,92     | X         | 13,08 |       |
| 7.      | Li Jing             | Chiny             | 13,05     | 12,89     | 12,95     | 12,56     | X         | 13,06     | 13,06 | PB    |
| 8.      | Diane Sommerville   | Jamajka           | 12,52     | 12,85     | 12,66     | 12,89     | 12,84     | 12,84     | 12,89 |       |
| 9.      | Robyne Johnson      | Stany Zjednoczone | X         | 12,71     | 12,83     | NQ        | NQ        | NQ        | 12,83 |       |
| 10.     | Concepción Paredes  | Hiszpania         | X         | X         | 12,73     | NQ        | NQ        | NQ        | 12,73 |       |
| 11.     | Babett Fuchs        | Niemcy            | 12,42     | 12,54     | 12,38     | NQ        | NQ        | NQ        | 12,54 |       |